# Made in Strašnice
Made in Strašnice je sedmé studiové album hiphopové skupiny Prago Union. Stejně jako předchozí album bylo album nahráno s vlastní značkou Strojovna s českým zastoupením Warner Music.

## Produkce
Deska vznikla v rekordním čase v době koronavirové pandemie, kdy skupina nemohla vystupovat. Na desce hostovali Hugo Toxx, MC Gey a Rest. Ženské vokály zpívá Jasmína Tůmová.
Album bylo pokřtěno 10. listopadu 2021 v Lucerna Music Baru. Hosty křtu byl Rest, MC Gey a Hugo Toxxx.

## Tracklist
1. Rap-Vi-Em
2. Made In Strašnice
3. Moje
4. Ráže 24.7 (Feat. Rest)
5. Pokračujem V Jízdě
6. Elipsy Kruhu
7. Hříšní Lidé (Feat. Hugo Toxxx)
8. Oprava Komunikace
9. Jakobynic
10. Pecka S Restem (Feat. A-Team)
11. Čas (O)Pustit Stav
12. Baby-Flow
13. Grilovačka (Feat. MC Gey)
14. Shopzilla
15. Motýl
16. Bezesný Dny
17. Plakat Píseň
18. Dokonalej Zločin XXI.
19. Cesta Rýmu

## Přijetí a kritika
Deska zaznamenala veskrze pozitivní hodnocení. Jan Vedral z Aktuálně.cz album chválil, kritizoval pouze délku alba (67 minut), kvůli které se písně zbytečně slévají. Web iReport udělil albu 4 hvězdy z pěti.
| „                          | Made in Strašnice je příběhy nabité album, které se i přes velký počet tracků neopakuje. Občas zní temně, někdy zpoza rohu strašnických ulic vykoukne vtípek. Prago Union nepotřebují překvapovat přílišnými experimenty. Pokračují v podobném duchu, jako ve své předchozí tvorbě. | “ |
| — Tomáš Kocian, iReport.cz | |   |

Jindřich Göth ze severu iDnes.cz udělil albu hodnocení 70% a řekl, že „Kato je vážný, ale nikdy ne suchopárný nebo mentorský. Nekáže, nepoučuje, vypráví“. Server Headliner označil desku za jednu z nejpříjemnějších nahrávek současného českého rapu.